# Iris (tidsskrift)
 For alternative betydninger, se Iris. (Se også artikler, som begynder med Iris)
Maanedsskriftet Iris eller bare Iris var et dansk tidsskrift der udkom i perioden 1791-1795.
Bladet blev redigeret af Johan Clemens Tode, og var en fortsættelse af hans tidsskrift Valhalla (1790-1791). Iris blev udgivet af hofboghandler Simon Peter Poulsen, og det var Poulsens navn der stod på dets titelblad, selvom Todes bidrog med størstedelen af artiklerne til bladet.
Iris blev startet som et moderat konservativt modspil til det mere liberale tidsskrift Minerva. Et af Minervas populære indslag, var den faste klumme "Historien", som gav et overblik over begivenhederne i Europa. Her havde Minerva været udpræget sympatiserende med den franske revolutions tidlige stadier. Tode indførte i Iris en lignende fast klumme kaldet "Udsigt over Begivenhederne i Europa", og her kunne han lufte sin modvilje overfor revolutionen og dens radikale idéer.
Tidsskriftet indeholdt også boganmeldelser og skønlitterære bidrag. Bl.a. blev Todes roman Kjærlighedens Nytte sendt i bladet i perioden 1791-1792 foruden digte og drikkeviser, hvoraf mange var forfattet af Tode selv.
Tidsskriftet var dog også åbent for tilsendte indlæg, deriblandt var f.eks. Rasmus Nyerups indlæg "Fortegnelse over den Danske Almues Morskabsbøger" (1795-1796), som var det første forsøg på en bibliografi over de danske såkaldte folkebøger.
Som et tillæg til tidsskriftet udkom Todes Kritik og Analyse, et blad med litteraturkritik han havde oprettet 14. maj 1790.
Tode mistede dog efterhånden interessen for bladet, og der blev længere mellem hans bidrag til bladet. I foråret 1796 var han blevet ramt af en hjerneblødning der indskrænkede hans energi, selv om han fortsatte med at virke som forfatter og tidsskriftskribent. Fra januar 1795 skiftede bladet navn til Iris og Hebe.